# Manchester Meadows Soccer Complex
O Manchester Meadows Soccer Complex é um complexo esportivo que contém dois estádios de futebol localizados em Rock Hill, Carolina do Sul . 

## História
A instalação abrange 70 hectares de terreno e contém dois campos de futebol sintéticos com assentos de estádio, seis campos de futebol naturais, trilhas para caminhada, um playground e vários pavilhões. Manchester Meadows foi concluído em 2006  e atualmente é a casa do FC Carolina Discoveries, um time de futebol da National Premier Soccer League, e do Charlotte Independence II.